# Cotati (Kalifornija)
Cotati je grad u američkoj saveznoj državi Kalifornija. Prema popisu stanovništva iz 2010. u njemu je živjelo 7,265 stanovnika.